# François de Bailliencourt
François de Bailliencourt, orthographié parfois Baillencourt, (Nivelles, 15 juin 1610 - Bruges, 3 novembre 1681) a été le onzième évêque de Bruges.

## Biographie
Il effectue ses études à Louvain, où il obtient son diplôme de maître ès arts en 1629. Il est professeur à la faculté de droit de Louvain pendant 13 ans et est président du collège Winckelius. En 1635 il est ordonné prêtre à Namur.
En 1646, il obtient également un double doctorat en droit, puis il devient recteur de l'université. Dans les années qui suivent, et pour la dernière fois en 1656, il est trois fois réélu président.
Il est ensuite chanoine de Saint Theobald à Thuin, de Saint-Pierre à Louvain et Saint-Hermès à Renaix. À partir de 1656, il siège comme maître des requêtes au Grand Conseil de Malines. Là, il est remarqué par l'archevêque Andreas Creusen qui le nomme vicaire général de l'archidiocèse.

### Évêque de Bruges
En août 1669, François de Bailliencourt est nommé évêque de Bruges, nomination confirmée le 18 mars 1671. Il est ordonné évêque le 28 juillet, puis part pour Bruges, pour y prendre possession de son siège. Il a pris comme devise épiscopale "Fulciat".
Pendant les premières années de son épiscopat il tourne ses efforts vers la visite de chacune de ses paroisses. Il rend également visite à des monastères et des abbayes. Comme souvent pour ses prédécesseurs, son autorité a été contestée par le chapitre des chanoines de la cathédrale. Le Grand Conseil de Malines est intervenu en sa faveur pour confirmer son rôle de président du chapitre.
En 1677, voyant ses forces le quitter, il écrit à plusieurs reprises un testament dans lequel il lègue une grande partie de ses biens aux pauvres. Le 1er novembre 1681, il reçoit les derniers sacrements et nomme son vicaire pour le remplacer pendant sa maladie. Il décèdera deux jours plus tard.